# آرماندو رنگانسکی
آرماندو رنگانسکی (انگلیسی: Armando Renganeschi; ۱۰ مهٔ ۱۹۱۳ – ۱۲ اکتبر ۱۹۸۳) بازیکن فوتبال اهل آرژانتین بود.
از باشگاه‌هایی که در آن بازی کرده‌است می‌توان به باشگاه فوتبال فلومیننزه، باشگاه فوتبال سائو پائولو، باشگاه اتلتیکو ایندپندینته، و باشگاه فوتبال پالمیراس اشاره کرد.